# Williams FW16
A Williams FW16 egy Formula–1-es versenyautó, melyet a Williams csapat tervezett és indított az 1994-es Formula–1 világbajnokságon. Ebben az évben a csapat megnyerte a konstruktőri világbajnoki címet, Damon Hill pedig második helyen végzett egyéniben. A csapat másik versenyzője volt Ayrton Senna, aki a San Marinó-i nagydíjon tragikus balesetben életét vesztette. Motorja a Renault 3,5 literes szívómotorja volt, a csapat új főszponzora pedig a Camel cigaretta és a Canon után a Rothmans volt, amely meglátszott a festésen is – hangsúlyosabb lett a kék szín. Tervezése során az FIA által bevezetett szabályváltoztatások voltak az elsődlegesek, melyekkel betiltottak minden elektronikus segédletet, amelyek az előző két idényben az élcsapatok számára hatalmas előnyt biztosítottak.
Az FW16 az FW15C passzív evolúciója során jött létre: elődjének kasztniját apróbb mértékben módosították, például a motorborítás kisebb lett, az oldaldobozok magasabbak lettek, hátulra került egy fordított V alakú hátsószárny-elem és egy új tervezésű hátsó felfüggesztés. Az új szabályoknak megfelelően lehetségessé vált a verseny közbeni tankolás is.
Akárcsak az előző évben, Damon Hill most is a 0-ás számú versenyautót vezette, ugyanis Alain Prost, az előző évi világbajnok visszavonult, így az 1-es számot nem lehetett kiosztani. A 2-es számot kapta meg haláláig Senna, majd a helyére lépő David Coulthard, illetve pár verseny erejéig a csapattal 1992-ben világbajnoki címet nyerő Nigel Mansell, amikor épp nem kellett az Indycarban versenyeznie. Az autó gyors volt, de nehezen vezethető, főként a szezon elején, amikor alapvető tervezési hibáit nem sikerült megoldani. Adrian Newey és a tervezői csapat a szezon közben számos módosítást eszközöltek: a spanyol nagydíjtól felkerültek az oldaldobozok elé a bargeboardok, Kanadában a légbeömlőn változtattak, a német nagydíjtól pedig az oldaldobozok is kisebbek lettek (ez utóbbi az FW16B alváltozat megjelölést kapta). Hiába javult drasztikusan a vezethetőség és a tempó, Michael Schumacher és a Benetton az évad elején akkora előnyt szereztek, hogy később heroikus küzdelemben ugyan, de Hill elvesztette a világbajnoki címet.

## A szezon
Az évad elején számos nehézség hátráltatta a csapatot. Nagyon nehezen lehetett beállítani ugyanis úgy, hogy tökéletesen fusson, és ehhez jöttek a külső, a csapaton kívül álló körülmények (időjárás, pályaállapotok), amelyek meglepően nagy mértékben befolyásolták a vezethetőséget. Emiatt jelentős aerodinamikai változtatásokra volt szükség, első alkalommal mindjárt a végzetes san marinói nagydíjon. Elsősorban az első szárnyon kellett változtatni, ugyanis nagyon érzékeny volt a hasmagasságra. Elég volt egy kanyarban ráhajtani egy huplira, és az autó elején máris nagyobb volt a leszorítóerő, mint hátul. Ennek kivédésére a szárny kicsit magasabbra került, a szárnyvéglapok kicsit magasabbak lettek, átalakították a felfüggesztéseket is, a pilótafülke pedig szintén kismértékben módosult. Más változtatások azt a célt szolgálták, hogy Senna kényelmesebben érezze magát az autójában, továbbá szintén az ő kedvéért állítottak egy plusz elemmel a kormány magasságán.
A problémák egy jelentős részét az okozta, hogy az előd FW15C-ben még benne volt az aktív felfüggesztés és a kipörgésgátló, és az autó tervezésénél nagymértékben alapoztak ezekre. Az FW16 az előd továbbfejlesztésével, de már ezen segédletek nélkül készült. Ez nagyben befolyásolta a vezethetőséget is, amely meglátszott például akkor, amikor Senna a brazil nagydíjon kipördült, miközben Schumachert üldözte (illetve a csendes-óceáni nagydíjon Hill és Senna ugyanilyen megpördülése a szabadedzésen). Főként az aktív felfüggesztés hiányát szenvedte meg a csapat, hiszen éppen ennek a rendszernek a kihagyása okozta a hasmagassággal kapcsolatos aerodinamikai gondokat.
Még az imolai változtatásokat követően is gond volt a kezelhetőség, ami alul- vagy épp túlkormányozottságban jelentkezett. A 2010-es "Senna" című flmben látható is egy rövid jelenet, amelyikben Senna panaszkodik Neweynak és David Brown-nak, a versenymérnökének, hogy az autó most még rosszabb, mint korábban.
Prost a szezon elején úgy nyilatkozott, hogy az elődtípust, az FW15C-t nehezebb volt vezetni, mint ahogy azt mások gondolták. Nagy sebességnél a hátsó része instabil volt, főleg fékezéskor és főleg a gyors pályákon, az alacsony leszorítóerőt igénylő versenyeken. Másik probléma volt, hogy az FW16 és az FW15C is az FW14 és FW14B továbbfejlesztése volt, amelyet egyértelműen Nigel Mansell vezetési stílusához szabtak. Igazi nagy különbség a hátsó fordított V-szárny és a keskenyedő hátsó rész voltak. Később kiderült, hogy az oldaldobozok túl hosszúak voltak, és ezek is gondot okoztak. A szezon elején Newey és Senna között vita tárgya volt az is, hogy használják-e és fejlesszék tovább az FW15D névre keresztelt, a szezon előtti teszteken bevetett variánst vagy se – végül maradtak az FW16-nál.
Gerhard Berger elmondása szerint Senna a halála előtt azt mondta neki, hogy végre rájöttek az autó hibáira, és két-három héten belül újra versenyképesek lehetnek. Utóbb kiderült, hogy végső soron igaza is lett.

### FW16B
A német nagydíjtól jelent meg az alaposan módosított variáns. Megnőtt a tengelytáv, átalakították az első és hátsó szárnyakat, kisebbek lettek az oldaldobozok, és az imolai tragédiákat követően a légbeömlőket is áttervezték. Emellett az első szárnyak és az oldaldobozok kisegítése érdekében megjelentek a bargeboard-ok. Ez a variáns nagyon gyors volt: Hill felvette a versenyt Schumacherrel a világbajnokságban, amit végül egy ponttal elvesztett. Az utolsó futamot Mansell megnyerte, ezzel bebiztosította a csapat konstruktőri győzelmét.

### FW16C
Készült egy C-variáns is, abból a célból, hogy teszteljék az 1995-ös szabálymódosítások miatt kötelező 3 literes motorokat. 1994. december 20-22. között vezette a franciaországi Paul Ricard versenypályán Damon Hill, Jean-Christophe Boullion és Emmanuel Collard.

## Eredmények
Félkövérrel jelölve a pole pozíció, dőlt betűvel a leggyorsabb kör.
| Év   | Csapat            | Motor                         | Gumi | Pilóták         | 1   | 2   | 3   | 4   | 5   | 6   | 7   | 8   | 9   | 10  | 11  | 12  | 13  | 14  | 15  | 16  | Pontok | Helyezés |
| ---- | ----------------- | ----------------------------- | ---- | --------------- | --- | --- | --- | --- | --- | --- | --- | --- | --- | --- | --- | --- | --- | --- | --- | --- | ------ | -------- |
| 1994 | Rothmans Williams | Renault RS6 / RS6B / RS6C V10 | G    |                 | BRA | PAC | SMR | MON | ESP | CAN | FRA | GBR | GER | HUN | BEL | ITA | POR | EUR | JPN | AUS | 118    | 1.       |
| 1994 | Rothmans Williams | Renault RS6 / RS6B / RS6C V10 | G    | Damon Hill      | 2   | KI  | 6   | KI  | 1   | 2   | 2   | 1   | 8   | 2   | 1   | 1   | 1   | 2   | 1   | KI  | 118    | 1.       |
| 1994 | Rothmans Williams | Renault RS6 / RS6B / RS6C V10 | G    | Ayrton Senna    | KI  | KI  | KI  |     |     |     |     |     |     |     |     |     |     |     |     |     | 118    | 1.       |
| 1994 | Rothmans Williams | Renault RS6 / RS6B / RS6C V10 | G    | David Coulthard |     |     |     |     | KI  | 5   |     | 5   | KI  | KI  | 4   | 6   | 2   |     |     |     | 118    | 1.       |
| 1994 | Rothmans Williams | Renault RS6 / RS6B / RS6C V10 | G    | Nigel Mansell   |     |     |     |     |     |     | KI  |     |     |     |     |     |     | KI  | 4   | 1   | 118    | 1.       |

## Fordítás
Ez a szócikk részben vagy egészben  a   Williams FW16 című angol Wikipédia-szócikk ezen változatának fordításán alapul.  Az eredeti cikk szerkesztőit annak laptörténete sorolja fel. Ez a jelzés csupán a megfogalmazás eredetét és a szerzői jogokat jelzi, nem szolgál a cikkben szereplő információk forrásmegjelöléseként.